# Wernfried Hübschmann

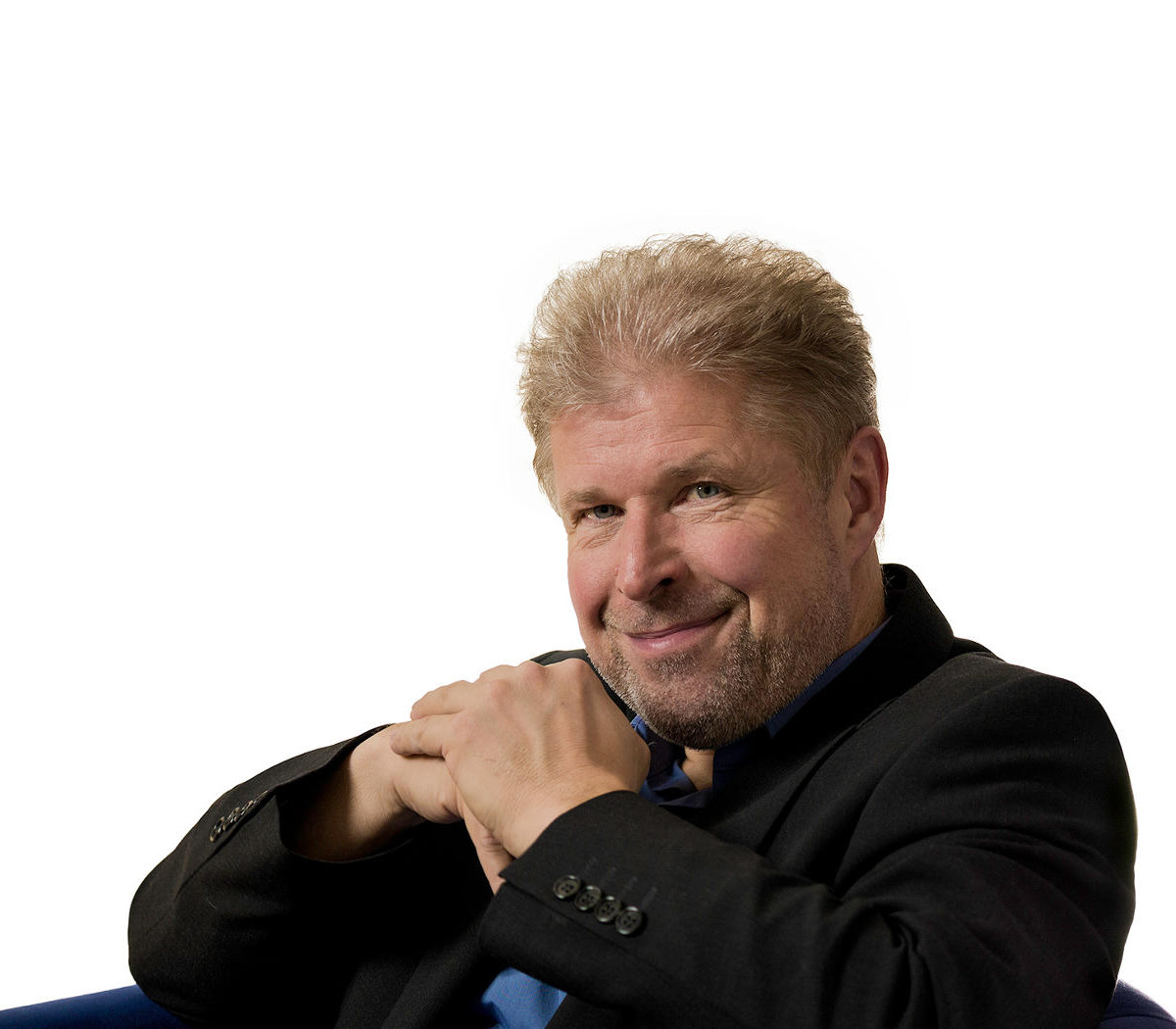
Wernfried Hübschmann

Wernfried Hübschmann (* 8. Juni 1958 in Regensburg) ist ein deutscher Lyriker, Essayist, Sachbuchautor, Rezitator und Coach.

## Leben und Werk
Wernfried Hübschmann wurde in Regensburg/Oberpfalz geboren und wuchs in Donaustauf a. d. Donau auf. Nach einer kaufmännischen Lehre (EH-Kaufmann IHK) und Abitur auf dem 2. Bildungsweg folgten das Studium der Germanistik, Geschichte und Philosophie (M.A., Universität Regensburg; Magisterarbeit: „Kein Bild ist Betrug. Stilkritische Untersuchungen zum lyrischen Werk Georg Brittings“) sowie das Studium der Sprechwissenschaft/Sprecherziehung (Dipl.-Sprechpädagoge, Deutsche Gesellschaft für Sprechwissenschaft und Sprecherziehung DGSS). Ab 1981 bis 1985 folgte eine freie journalistische Tätigkeit für die Mittelbayerische Zeitung und die Würzburger „Drehbühne“ sowie in den Jahren 1982–1986 Mitarbeit am „Kleinen Theater Regensburg“ (Schauspiel und Dramaturgie). Zwischen 1984 und 1990 übernahm Hübschmann Lehraufträge an der Universität Regensburg in den Bereichen „Sprechpädagogik“ und „Deutsch als Fremdsprache DaF“. In den 1980er Jahren war Wernfried Hübschmann als freiberuflicher Lektor und Gutachter für den C. Bertelsmann Buchclub tätig.
In den Jahren 1994–95 war Wernfried Hübschmann erster Geschäftsführer der Gesellschaft für zeitgenössische Lyrik in Tübingen und Leiter der Tübinger Lyrikbibliothek. Hübschmann tritt seit 1983 als Rezitator und Sprecher auf, zwischen 1985 und 1992 veranstaltete er gemeinsam mit Barbara Osterkamp literarische Matinéen im Museum Leerer Beutel in Regensburg. Mehrere Gastspiele als Rezitator (Programme zu Friedrich Hölderlin, Heinrich von Kleist, Georg Büchner, Franz Kafka, Gottfried Benn, Christian Morgenstern, Paul Celan, Ingeborg Bachmann u. v. a.) führten ihn in zahlreiche deutsche Städte. Gemeinsame Balladen-Abende veranstaltete er mit seiner Schwester, der Gitarristin Wilgard Hübschmann. Eine jahrelange Kooperation besteht mit dem Dansk Reinhard Institut in Broager/Dänemark.
1993 erfolgte (gemeinsam mit Olga Schapiro und Reinhard Nierer) die Gründung des kulturellen Salons „Berliner Mittwochsgesellschaft“. 1994 gründet Hübschmann die „Tübinger Holzmarktgespräche“, 2012 die „Schopfheimer Mittwochsgesellschaft“. Zwischen 2012 und 2015 war Wernfried Hübschmann Vorstand des Freien Radios Wiesental (Redaktion „Hübschmanns Alphabet“). Seit 1984 ist er Dozent in der beruflichen Erwachsenenbildung. Seit vielen Jahren arbeitet als Berater in den Bereichen Personal- und Organisationsentwicklung. Seit 1997 agiert er selbständig als Organisationsberater, Kommunikationstrainer, Moderator und systemisch ausgebildeter Coach, u. a. in enger Kooperation mit Holger Grimmig.
Nach den Regensburger Jahren (1979–1992) und den Berliner Jahren (1993–2009) lebt Wernfried Hübschmann seit 2009 mit seiner Familie im Hebeldorf Hausen im Wiesental (Südschwarzwald).

## Publikationen
Seit 1980 veröffentlicht Hübschmann Gedichte, Prosastücke und Essays in Zeitungen, Anthologien und Literaturzeitschriften, u. a. Edit, ndl, Passauer Pegasus, Neue Sirene, Die Außenseite des Elementes, Exempla, Muschelhaufen, Signum. Gelegentliche Übersetzungstätigkeit aus dem Englischen (u. a. W.H. Auden) und in Kooperation mit Kollegen anhand von Interlinear-Versionen aus dem Russischen und Ungarischen (Radnóti Miklos).
- Wernfried Hübschmann: Die andere Arbeit. Bin-Bericht. In: Passauer Pegasus. Zeitschrift für Literatur. Heft 20, 2015, S. 167–173.
- Wernfried Hübschmann ist Redakteur und Kolumnist der Zeitschrift MaaS. Impulse für ein erfülltes Leben, die vierteljährlich im Saarbrücker Animaa Verlag erscheint www.maas-mag.de. Er schreibt Themenartikel sowie die Kolumne „Kommt Zeit, kommt Raum“ und die Lyrikkolumne „Poesie wie Brot“

### Gedichte
- Berliner Elegien & Andere Gedichte. Edition Galrev, Berlin 1994. (Typoskript, mit Zeichnungen von Klemens Hechenrieder, 80 S.)
- Mitlesebuch Nr. 11. Gedichte Aphaia Verlag, Berlin 1995.
- Nachrichten aus dem Inneren der Stimme. Gedichte. edition promenade, Fürth/ Metz 2013, ISBN 978-3-944897-00-4. (mit Zeichnungen von Georges Ounanounou)
- Dunkle Flecken auf blauem Grund. Gedichte. edition promenade, Fürth/ Metz 2014, ISBN 978-3-944897-06-6. (mit Zeichnungen von Baptist Verdoliva)
- Träume sind Türme schmelzenden Eises. Gedichte. edition promenade, Fürth/ Metz 2016, ISBN 978-3-944897-10-3. (mit Monotypien von Clemens Lang)
- Wernfried Hübschmann: Trilogie. Gedichte. (Die drei Bände Nachrichten aus dem Inneren der Stimme, Dunkle Flecken auf blauem Grund und Träume sind Türme schmelzenden Eises in einer Sonderedition im kartonierten Schuber, mit einer Monotypie von Clemens Lang bedruckt)
- Wiesentalgedichte. Drey Verlag, Gutach 2017, ISBN 978-3-933765-90-1. (Gedichte sowie der Essay „Dauernder Aufenthalt. Über Heimat, Herkunft und Wohnen“, mit Fotografien von Konrad Grund)

### CDs
- Die Farben der Musik. Gedichtzyklus zur gleichnamigen Orchestersuite von Markus Götz. als CD/DVD.
- Nachrichten aus dem Inneren der Stimme. Hörbuch. edition promenade, Fürth/ Metz 2013, ISBN 978-3-944897-01-1. (gelesen vom Autor)

### Fachliteratur
- Gekonnt Reden. Erfolgreiche Gesprächsführung schnell gelernt. Verlag Markt & Technik, München 2000, ISBN 3-8272-5917-7.

### Einzelbeiträge Fachliteratur (Auswahl)
- Im Vortrag die Wörter zum Sprechen bringen. Notizen zur Kunst des Sprechens und zum Handwerk des Vorlesens. In: Neue Musikzeitung. (Regensburg). Februar/März 1987, S. 46.
- Richtigkeitsbreite. Zur Problematik von Beurteilungskriterien sprechkünstlerischer Leistungen. In: Sprechen als Kunst. Positionen und Prozesse ästhetischer Kommunikation. Band 22, hg. von Thomas v. Fragstein und Hans Martin Ritter, Scriptor Verlag, Frankfurt am Main/ Bielefeld 1990, S. 69–77.
- Wer jammert, will nicht handeln. Was kommt nach der Rationalisierungsberatung? In: thinktank. Das Magazin von berlinpolis. Heft 1/2006.
- Führung neu denken. New Leadership, das „Prinzip Kooperation“ und das Konzept der Meta-Kompetenzen. In: Management & Führung. Band 1, Excellence Edition im Jünger Verlag, Offenbach 2008, ISBN 978-3-7664-9510-5, S. 38–51.
- Wernfried Hübschmann, Christoph Nagler: CAPTain-Potenzialanalyse. Damit Mensch und Aufgabe zueinander passen. In: Handbuch der Persönlichkeits-analysen – Die führenden Tools im Überblick. GABAL Verlag, Offenbach 2015, ISBN 978-3-86936-634-0, S. 138–163.

## Preise und Stipendien
- 1978: 1. Preis beim 4. Internationalen Jungautorenwettbewerb der RSG Regensburg
- 1982: Johann-F.-Neumüller-Stipendium der Stadt Regensburg
- 1985: DAAD-Aufenthaltsstipendien an der „International University for postgradual studies“ in Dubrovnik (Konferenz „Existenzphilosophie und Kunst“)
- 1986: DAAD-Aufenthaltsstipendien an der „International University for postgradual studies“ in Dubrovnik (Konferenzthema: „Existenzphilosophie und Verantwortung“)
- 1991: Autorenstipendium der C. Bertelsmann-Stiftung (für die Kurzgeschichte „Die Pirouette“)

## Mitgliedschaften
- Verband deutscher Schriftsteller VS
- Hölderlin-Gesellschaft Tübingen
- Künstlergruppe white cube www.white-cube-group.de/artists/
- dvct Deutscher Verband für Coaching & Training